# Renatus Leonard Nkwande
Renatus Leonard Nkwande (n. Mantare, Región de Mwanza, Tanzania, 12 de noviembre de 1965) es un arzobispo católico tanzano.

## Inicios y formación
Nació el día 12 de noviembre del año 1965 en Mantare, que es un lugar perteneciente al Distrito de Kwimba y Región de Mwanza.
Asistió a la escuela primaria en la localidad de Sumve.
Más tarde al descubrir su vocación religiosa, en 1981 decidió ingresar en un seminario católico juvenil. 
En 1987 se trasladó al Seminario Mayor de Kibosho Magharibi, que es perteneciente a la Diócesis de Moshi y en 1989 pasó a estudiar Teología en el Seminario Teológico “San Carlos Lwanga” en Dar es-Salam.
Al terminar sus estudios en el seminario, el día 2 de julio de 1995 fue ordenado sacerdote por el entonces Arzobispo "Monseñor" Anthony Petro Mayalla(†), para la Arquidiócesis de Mwanza en la cual ha desempeñado todo su sacerdocio. 
En el 2002 se marchó hacia Italia para allí poder obtener una licenciatura en la carrera de Derecho Canónico por la Pontificia Universidad Urbaniana de la ciudad de Roma.
Cuando regresó de Italia en el 2005, pasó a ser vicario general y administrador de la Arquidiócesis de Mwanza.

## Carrera episcopal
El 27 de noviembre de 2010, el Papa Benedicto XVI creó la nueva Diócesis de Bunda, de la cual pasó a ser nombrado como primer Obispo.
Recibió la consagración episcopal el 20 de febrero de 2011 a manos del Cardenal-Arzobispo Metropolitano de Dar es-Salam "Monseñor" Polycarp Pengo, en calidad de consagrante principal. Sus co-consagrantes fueron el entonces Arzobispo de Mwanza "Monseñor" Jude Thadaeus Ruwa’ichi y el Obispo de Musoma "Monseñor" Michael George Mabuga Msonganzila.
En la Ciudad del vaticano entre los días 4 y 25 de octubre de 2015 fue participante de la XIV Asamblea General Ordinaria del sínodo de obispos y entre los días 3 y 28 de octubre de 2018 también participó en la XV Asamblea General Ordinaria del Sínodo de los obispos, cuyo tema a tratar fue «Los jóvenes, la fe y el discernimiento vocacional».	
Actualmente el 11 de febrero de 2019, ha sido nombrado por el Papa Francisco como nuevo Arzobispo de Mwanza, en sucesión de "Monseñor" Jude Thadaeus Ruwa’ichi.